# Edward Raquello
Edward Raquello, właściwie Edward Zylberberg-Kucharski (ur. 14 maja 1900 w Warszawie, zm. 24 sierpnia 1976 w Nowym Jorku) – amerykański aktor polskiego pochodzenia, który w Stanach Zjednoczonych zmienił nazwisko na Raquello.

## Życiorys

### Młodość i rodzina
Przyszedł na świat 14 maja 1900 roku w Warszawie jako Edward Zylberberg (Silberberg). Pochodził z warszawskiej rodziny żydowskiej. Ojcem był Mosze Mendel Zylberberg, zmarł na zapalenie otrzewnej, kiedy Edward był kilkuletnim chłopcem. Matką była Rywka (Regina) z rodziny Helferów, prowadziła piekarnię. Edward miał trzech braci, między innymi Józefa (Josela), który uciekł przed służbą wojskową do Belgii, oraz dwie siostry Jentl (Gentillę) i Rachelę Różę. Po śmierci ojca Edward trafił pod opiekę swojego wuja Beniamina Rykwerta, prezesa warszawskiej Synagogi im. Małżonków Nożyków przy ulicy Twardej. Beniamin i jego żona Hendla z Helferów (siostra Rywki) należeli do warszawskiej elity żydowskiej. Przy wsparciu wuja Edward rozpoczął studia w 1917 roku na Politechnice Warszawskiej. Badacze do dziś nie mają pewności na jakim kierunku przyszły aktor rozpoczął studia. Domniemywa się, na podstawie wspomnień, że była to Budowa Maszyn i Elektrotechnika. Jesienią 1918 roku działalność Politechniki została zawieszona z powodu mobilizacji studentów do wojska w związku z rosnącym zagrożeniem ze strony bolszewików. Latem 1920 roku Edward i jego koledzy dołączyli do Ligi Akademickiej i wzięli udział w walce zbrojnej pod murami Warszawy. Po bitwie warszawskiej i wyparciu bolszewików sytuacja w stolicy uspokoiła się, a Politechnika mogła wznowić działalność dydaktyczną. Edward nie wrócił jednak na studia.

### Kariera aktorska
Kariera aktorska Edwarda Zylberberga zaczęła się od epizodycznych ról w filmach wytwórni Sfinks i Ines. W międzyczasie występował też na scenach teatrów w Warszawie, Gdańsku, Krakowie i Berlinie. W 1924 roku zagrał główną rolę bezrękiego muzyka Jana Ordy w reżyserowanej przez Jana Kucharskiego Miłości przez ogień i krew. Tematyka dzieła dotyczyła tragicznych wojennych wydarzeń sprzed czterech lat. Prawdopodobnie właśnie w czasie prac nad filmem Edward przyjął polskie nazwisko „Kucharski” na cześć swojego opiekuna. W połowie 1925 roku młody aktor udał się do Anglii, gdzie austriacki reżyser Max Reinhardt zaangażował go do swojej pantomimy Lumurumi. W grudniu Reinhardt i jego trupa przeniosła się ze swoimi spektaklami do Paryża. Zespół w niedługim czasie rozpadł się, a Edward popadł w kłopoty finansowe. Zaczął zarabiać na życie jako gigolo (płatny partner do tańca) w jednym z paryskich teatrów rozmaitości. Pewnego razu wynajęła go młoda dziewczyna, która okazała się być córką pioniera amerykańskiego przemysłu filmowego i założyciela Universal Studios, Carla Laemmle. Rosabelle Laemmle przedstawiła Edwarda swojemu ojcu, który zaproponował mu kontrakt filmowy z czołową amerykańską wytwórnią filmową Universal Pictures. 26 marca 1926 roku Edward Kucharski przypłyną na statku „Berengaria” do Nowego Jorku, aby rozpocząć karierę w hollywoodzkim kinie. W nowym mieście pomagała mu Stefania Eminowicz, działaczka polonijna i kierowniczka Teatru Polskiego im. Kościuszki w Buffalo. Początkowo promowano nową twarz Universal Pictures jako Edwarda Regino, jednak już na początku maja 1926 roku aktor zmienił pseudonim na Raquello. Pseudonim, który wkrótce stał się nazwiskiem, miał nawiązywać do jego ukochanej siostry Racheli, która pozostała w Polsce.
Pierwszą ważniejszą rolą w Hollywood była drugoplanowa postać tancerza Raoula w niemym filmie The Girl from Rio, który pojawił się na ekranach kin 1 września 1927 roku. Rok później Edward doczekał się angażu do roli głównej – Emilia Cervantesa w Na Południe od Panamy. Od tego czasu wyspecjalizował się niejako w rolach Latynosów lub Włochów. W takich wcieleniach obsadzano go bowiem najczęściej (stąd też późniejsze błędne przedstawianie Edwarda w prasie jako Francuza lub Argentyńczyka). Po tych dwóch filmach Raquello zniknął na kilka lat z ekranów kinowych, główną przyczyną było wprowadzenie filmów dźwiękowych, do których rzadziej angażowano emigrantów. Zniechęcony brakiem propozycji, Raquello wraca na teatralne deski. W latach 1930–1936 wystąpił łącznie w ośmiu spektaklach wystawianych w teatrach na Broadwayu. Znowu obsadzano go przede wszystkim w rolach przystojnych południowców. Do filmu wraca w 1937 roku, kiedy to podpisuje kontrakt z wytwórnią filmową 20th Century Fox. 21 stycznia 1938 roku, po ponad dziewięciu latach przerwy, trafia na ekrany kin w komedii kryminalnej Charlie Chan at Monte Carlo. W tym samym roku występuje jeszcze w pięciu filmach. 22 kwietnia 1938 roku aktor oficjalnie otrzymuje amerykańskie obywatelstwo. Po raz ostatni aktor pojawił się na filmowym ekranie 3 lutego 1940 roku jako Eduardo Grassi w filmie Calling Philo Vance. Na Broadwayu grywał jeszcze okazjonalnie w czasie wojny i tuż po jej zakończeniu. Wybuch II wojny światowej spowodował, że aktor zrezygnował z rozwijającej się kariery aktorskiej na rzecz nowej działalności – radiowej.

### Praca w radiu
W 1942 roku Edward Raquello rozpoczął pracę w nowo utworzonej rządowej rozgłośni radiowej Stanów Zjednoczonych Głos Ameryki. Szybko awansował z szeregowego spikera na stanowisko dyrektora programowego i regionalnego producenta-nadzorcę Biura Informacji Wojennej. Pełnił tę funkcję w latach 1942–1945, po czym przeniesiono go do Departamentu Stanu. W kwietniu 1951 roku został mianowany asystentem szefa działu produkcji Biura ds. Nadawania Międzynarodowego, w lutym 1954 roku kierownikiem ds. rozwoju programowego, a w styczniu 1955 roku specjalistą ds. informacji. Przez większość działalności Raquella dla Głosu Ameryki podlegał mu dział europejski, przede wszystkim audycje nadawane dla Związku Radzieckiego. Odpowiadał też za koordynację pracy korespondentów zagranicznych. W rozgłośni pracował do 1968 roku, w którym przeszedł na emeryturę. Za swoją wieloletnią pracę dla Głosu Ameryki i United States Information Agency otrzymał Order Leopolda II (przyznawany za zasługi dla narodu belgijskiego). Został też odznaczony Orderem Lwa Finlandii za zasługi cywilne i wojskowe.
Edward zmarł po krótkiej chorobie 24 sierpnia 1976 roku w Mount Sinai Hospital w Nowym Jorku. Z małżeństwa z poślubioną na początku lat 50. Śpiewaczką Louise Edwards nie pozostawił potomstwa.

## Filmografia
| Rok  | Tytuł                                       | Rola              |
| ---- | ------------------------------------------- | ----------------- |
| 1927 | The Girl from Rio                           | Raoul, tancerz    |
| 1928 | South of Panama                             | Emilio Cervantes  |
| 1937 | Charlie Chan at Monte Carlo                 | Paul Savarin      |
| 1938 | The Patient in Room 18                      | Dr. Fred Harker   |
| 1938 | The Last Express                            | Paul Zarinka      |
| 1938 | Torchy Gets Her Man                         | Henchman Gonzales |
| 1938 | Western Jamboree                            | Don Carlos        |
| 1939 | Idiot’s Delight                             | Chiari            |
| 1939 | Missing Daughters                           | Lucky Rogers      |
| 1939 | Dziewczyna z Meksyku (The Girl from Mexico) | Tony Romano       |
| 1939 | The Girl and the Gambler                    | Rodolfo Ramos     |
| 1940 | Calling Philo Vance                         | Eduardo Grassi    |